# Bolivijsko-brazilska granica
Bolivijsko-brazilska granica međunarodna je granica između država Bolivije i Brazila. Proteže se od Corumbá, Mato Grosso do Sul, do Assis Brasil, u Acreu.
Granična linija prelazi različite terene, idući od velikih urbanih područja preko negostoljubivih pustinja i šuma. Počinje u Pantanalu, a završava u amazonskoj prašumi. Dužina granice je 3.423 km.

## Povijest
Prvi ugovor o granicama između Brazila i Bolivije potpisan je 1867. godine, bez dobrog poznavanja geografskog položaja rijeka u porječju Amazone; toliko da je jedan od njegovih članaka uspostavio graničnu crtu od rijeke Madeire, paralelu zapadno od izvorišta rijeke Javari -  čak i ako bi ti izvori bili sjeverno od paralele (što se zapravo dogodilo), crta bi trebala slijediti "s iste zemljopisne širine" do tog izvora. Godine 1898. otkriveno je da je prema Ugovoru iz 1867. regija Acre izvorno pripadala Boliviji, ali je ta regija imala značajno stanovništvo brazilskog podrijetla. To je izazvalo brojne sukobe, jer se stanovništvo nije htjelo pokoriti bolivijskoj vladi, koja je pokušala iznajmiti zemlju Angloamerikancima. Izbilo je nekoliko pobuna, a situacija odbijanja suradnje trajala je do 1903., kada je Brazil vojno okupirao teritorij dok  pitanje nije konačno riješilo. Tada je Acre pacificiran, a Anglo-amerikancima, koji su se povukli, plaćena je odšteta.
Iste godine, 1903., pregovori su ponovno otvoreni nakon brazilskog prijedloga sporazuma o pravednoj razmjeni teritorija, budući da je brazilski interes bio zadržati pod svojom kontrolom brazilsko stanovništvo, unatoč tome što je teritorij, prema Ugovoru iz 1867., pripadao Boliviji. Konačno su započeli pregovori i nakon niza prijedloga i protuprijedloga, potpisan je Petrópoliski ugovor, kojim se dogovorilo da će Bolivija dati Acreu teritorijalne kompenzacije na drugim mjestima na granici, izgradnju željeznice (željeznica Madeira-Mamoré) koja pripada Brazilu, slobodu tranzita željeznicom i rijekom do Atlantskog oceana te dva milijuna funti kompenzacije. Ovaj put, prema Rio Brancu, događala se prava teritorijalna ekspanzija (budući da su, prema njemu, prethodni izbori održani samo za "nacionalnu baštinu").

## Pogranične regije

### Brazil
- Acre (država)
- Mato Grosso
- Mato Grosso do Sul
- Rondônia

### Bolivija
- Beni
- Pando
- Santa Cruz

## Vanjske poveznice
|  | Zajednički poslužitelj ima još gradiva o temi Bolivijsko-brazilska granica |

- (port.) Informacije o brazilskoj granici s Bolivijom
- (port.) Ugovor iz Ayacucha